# Копачени (Раковица)
Копачени (рум. Copăceni) насеље је у Румунији у округу Валча у општини Раковица. Oпштина се налази на надморској висини од 332 m.

## Становништво
Према подацима из 2011. године у насељу је живело 434 становника.